# U.S. Highway 2
Der U.S. Highway 2 ist ein in West-Ost-Richtung verlaufender Highway durch den Norden der USA. Er teilt sich in einen längeren westlichen (3410 km) und einen kürzeren östlichen Abschnitt (740 km). Verbunden sind beide Abschnitte durch das Fernstraßensystem im Süden von Kanada. Beide Abschnitte zusammen haben eine Länge von 4150 km. Anders als die meisten anderen Highways, die inzwischen durch die Einrichtung von Interstate Highways unterbrochen wurden bzw. zu einem großen Teil heute auf diesen verlaufen, besteht die Streckenführung beider Teile des Highways 2 noch nach dem Originalplan von 1926.
Den westlichen Endpunkt bildet die Einmündung des Highways 2 in die Interstate 5 unweit der Pazifikküste in Everett nördlich von Seattle im Westen des Bundesstaates Washington. Das östliche Ende des Westabschnitts wird in St. Ignace in Michigan an der Einmündung in die Interstate 75 erreicht. Der westliche Endpunkt des Ostabschnittes befindet sich an der kanadischen Grenze bei Rouses Point im Bundesstaat New York. Das östliche Ende des Highways 2 bildet die Einmündung in die Interstate 95 bei Houlton im Osten des Bundesstaates Maine.
Die Nummerierung gibt vor, dass es sich beim Highway 2 um die nördlichste Ost-West-Fernstraße handelt. Da es sich um eine Verbindung von Küste zu Küste handelt, müsste die Nummerierung eigentlich mit einer Null enden, aber man wollte die Bezeichnung U.S. Highway 0 vermeiden.

## Verlauf

### Die wichtigsten Kreuzungen und Einmündungen
- Interstate 5 in Everett, Washington
- U.S. Highway 97 nahe Cashmere, Washington
- Interstate 90 /  U.S. Highway 395 /  U.S. Highway 195 in Spokane, Washington
- U.S. Highway 95 in Sandpoint, Idaho
- U.S. Highway 93 in Kalispell, Montana
- U.S. Highway 89 in Browning, Montana
- Interstate 15 in Shelby, Montana
- U.S. Highway 85 in Williston, North Dakota
- U.S. Highway 52 in Minot, North Dakota
- U.S. Highway 83 in Minot, North Dakota
- U.S. Highway 281 nahe Churchs Ferry, North Dakota
- Interstate 29 /  U.S. Highway 81 in Grand Forks, North Dakota
- U.S. Highway 75 in Crookston, Minnesota
- U.S. Highway 59 nahe Erskine, Minnesota
- U.S. Highway 71 in Bemidji, Minnesota
- Interstate 35 /  U.S. Highway 53  in Duluth, Minnesota
- U.S. Highway 51 bei Hurley, Wisconsin
- U.S. Highway 45 bei Watersmeet, Michigan
- Interstate 75 bei St. Ignace, Michigan

- U.S. Highway 11 bei Rouses Point, New York
- Interstate 89 /  U.S. Highway 7 in Colchester, Vermont
- Interstate 91 /  U.S. Highway 5 in St. Johnsbury, Vermont
- U.S. Highway 3 in Lancaster, New Hampshire
- Interstate 95 in Newport, Maine
- U.S. Highway 1 in Houlton, Maine
- Interstate 95 in Houlton, Maine

### Der westliche Abschnitt
| Bundesstaat  | Meilen | Kilometer |
| ------------ | ------ | --------- |
| Washington   | 331    | 533       |
| Idaho        | 80     | 129       |
| Montana      | 664    | 1.068     |
| North Dakota | 354    | 570       |
| Minnesota    | 264    | 425       |
| Wisconsin    | 120    | 193       |
| Michigan     | 306    | 492       |
| Gesamt       | 2119   | 3410      |

Der Westabschnitt verbindet den Pazifik mit der Oberen Halbinsel von Michigan und verläuft im Wesentlichen parallel zur Trasse der Great Northern Railway. Da diese entlang der Nordgrenze der USA verläuft, hat sich im Volksmund der Name The Highline auch für den Highway 2 eingebürgert.
Die Adventure Cycling Association hat eine 970 km lange Route für den Fahrradtourismus entlang des Highways 2 angelegt. Der beachtenswerteste Teil davon ist die 890 km lange Strecke von Columbia Falls in Montana nach Williston in North Dakota.

#### Washington
Der Highway 2 beginnt an der Kreuzung mit der Interstate 5 und der Washington State Route 529 in Everett, 46 km nördlich von Seattle. Über den 1236 m hohen Stevens Pass überquert der Highway 2 den nördlichsten ganzjährig befahrbaren Gebirgspass über die Kaskadenkette (Cascade Range). Über Wenatchee wird auf dem weiteren Weg in östliche Richtung mit Spokane die zweitgrößte Stadt im Bundesstaat Washington erreicht.
Nordöstlich von Spokane erreicht der Highway 2 mit Newport am Pend Oreille River die Grenze zwischen den Bundesstaaten Washington und Idaho.

#### Idaho
In Idaho wird nur der schmale Landstreifen, Idaho Panhandle genannt, durchquert. Der Highway 2 führt nun in östlicher Richtung weiter entlang des Pend Oreille River zum Lake Pend Oreille und der Stadt Sandpoint, wo der U.S. Highway 95 von Süden einmündet. Beide Highways führen nun vom Ufer weg in nördlicher Richtung bis Bonners Ferry. Nördlich der Stadt zweigt der Highway 2 in östlicher Richtung von der gemeinsamen Strecke ab und erreicht nach 25 km die Grenze zwischen Idaho und Montana.

#### Montana

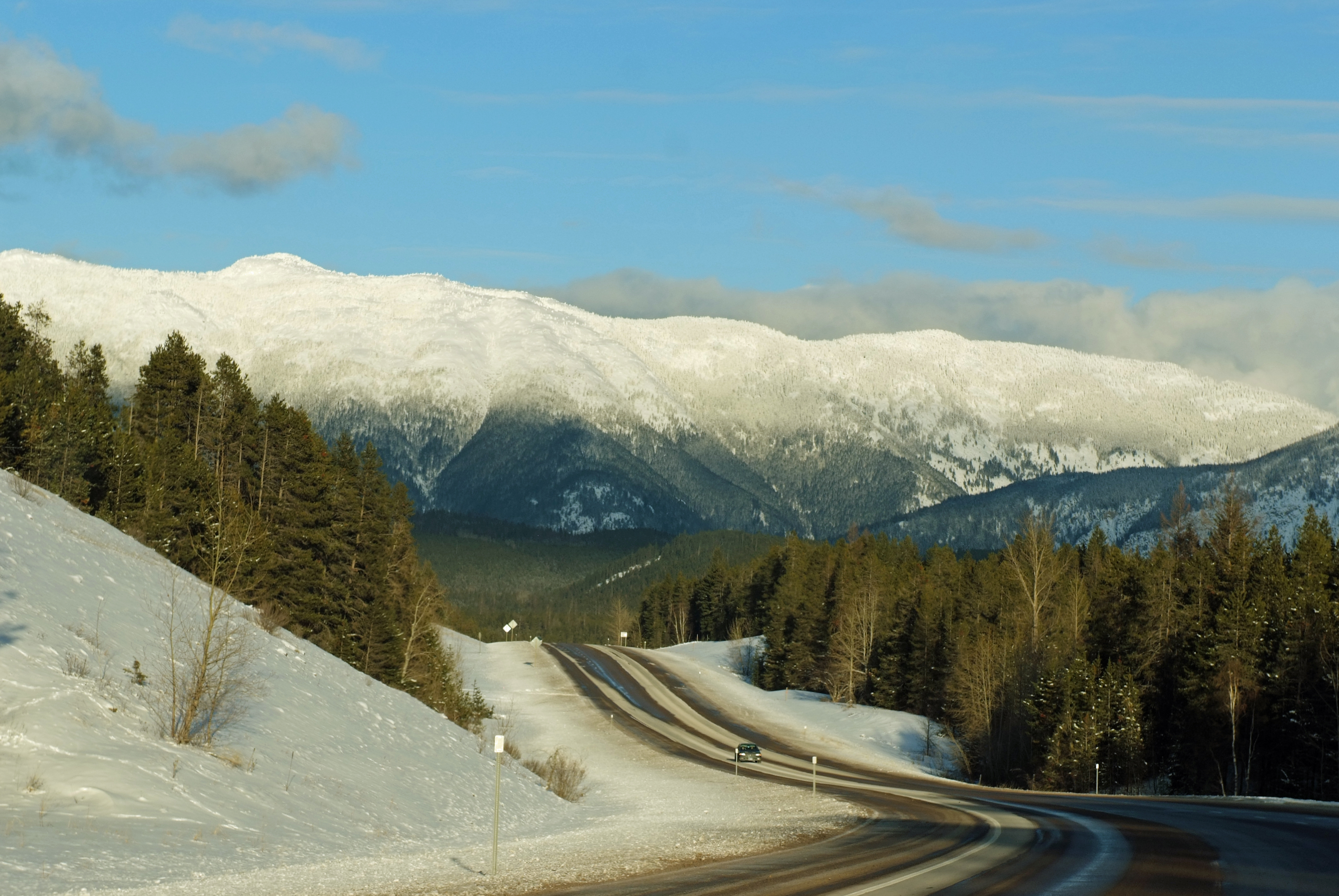
US 2 zwischen Columbia Falls und West Glacier

Montana hat den mit Abstand längsten Abschnitt. Der Highway 2 ist eine wichtige Verkehrsader für den Norden von Montana. Die Straße führt durch einige der reizvollsten Landschaften des Staates, insbesondere in dessen westlicher Hälfte. Der Highway 2 führt durch drei Indianerreservate und an zwei weiteren in unmittelbarer Nähe vorbei. Auch der Glacier-Nationalpark wird an seinem Südrand berührt. Der größte Teil des Abschnittes durch Montana läuft entlang der Haupttrasse der BNSF Railway. Im Microsoft Train Simulator sind Teile des Highways zu sehen.
Das Gebirge
Von Idaho aus nordwestlicher Richtung kommend, gelangt man entlang des Kootenay River zuerst an den mit 1800 ft (549 m) tiefsten Punkt des Staates Montana. 16 km danach kommt der Highway 2 in das Städtchen Troy. Entlang des Flusses strebt die Straße nun in östlicher Richtung Libby zu, wo der Highway 2 den Flusslauf in südlicher Richtung verlässt. Im Kootenai National Forest schwenkt die Straße wieder auf einen östlichen Verlauf. Nachdem die Straße nach einem weiteren Schwenk nach Nordosten führt, wird die Stadt Kalispell erreicht, die 15 km nördlich des Flathead Lake liegt, der der größte Süßwassersee im Gebiet westlich des Mississippi River ist. Im Zentrum der Stadt kreuzt der U.S. Highway 93. Weiter geht es entlang des Flathead River in nordöstlicher Richtung durch den südlichen Teil des Glacier National Park.
Über den 1588 m hohen Marias Pass wird die Nordamerikanische kontinentale Wasserscheide überwunden. Bevor der Highway 2 East Glacier erreicht und damit die Rocky Mountains verlässt, wird die Grenze zum Reservat der Schwarzfußindianer von Nordmontana passiert.
Die Great Plains
Die weitere Strecke in Richtung Osten verläuft auf den Great Plains. In Browning, der größten Siedlung des Reservates, kreuzt der U.S. Highway 89. Die weitere Strecke durch Cut Bank nach Shelby bildet die Nordgrenze der Goldenes Dreieck genannten Region von Montana, welche zu den landesweit produktivsten landwirtschaftlichen Regionen zählt. Bei Shelby kreuzt die Interstate 15. Der Highway 2 führt nun durch eine Reihe kleinerer Ortschaften, bevor in Havre die Hälfte des Abschnittes durch Montana erreicht wird. Dort mündet der U.S. Highway 87 ein. 24 km südlich des Highways 2 befindet sich hier die Rocky Boy’s Reservation, ein Reservat der Anishinabe und Cree.
Weiter östlich wird die Fort Belknap Indian Reservation der Gros Ventre und Assiniboine durchfahren, bevor in Malta der U.S. Highway 191 kreuzt. Danach führt der Highway 2 durch Glasgow, das 32 km nördlich des Fort Peck Lake einem Stausee, der durch das Aufstauen des oberen Missouri River entsteht, liegt. Östlich von Glasgow führt die Straße durch die Fort Peck Indian Reservation der Assiniboine und Sioux. Der Highway 2 verläuft parallel in wenigen Kilometern Entfernung zum Missouri River und erreicht die Grenze zwischen den Bundesstaaten Montana und North Dakota.

#### North Dakota
Nördlich der Mündung des Yellowstone River in den Missouri River gelangt der Highway 2 nach North Dakota. In Williston mündet der U.S. Highway 85 und führt gemeinsam mit dem Highway 2 nach Norden. Nach rund 20 km zweigt der Highway 2 von der gemeinsamen Strecke ab und führt gerade in östlicher Richtung nach Minot, wo die U.S. Highways 52 und 83 kreuzen.
Auf der weiter in östlicher Richtung verlaufenden Route gelangt man nach Rugby, wo sich der geografischen Mittelpunkt Nordamerikas befindet.
Weiter östlich bei Churchs Ferry kreuzt der U.S. Highway 281, bevor der Highway 2 nach Devils Lake kommt. Weiter östlich gelangt der Highway 2 an die Kreuzung mit der Interstate 29, die hier mit dem U.S. Highway 81 auf einer gemeinsamen Strecke verläuft. Unmittelbar danach gelangt man in das Stadtgebiet von Grand Forks am Red River of the North, der die Grenze zwischen North Dakota und Minnesota bildet.
Der Highway 2 verläuft zwischen 120 und 160 km nördlich der größeren Städte North Dakotas (Dickinson, Bismarck/Mandan, Jamestown und West Fargo) entlang der Interstate 94.

#### Minnesota
In East Grand Forks gelangt der Highway 2 von North Dakota kommend nach Minnesota. Der Highway verläuft nun in südöstlicher Richtung und kreuzt in Crookston den U.S. Highway 75. Die Landschaft geht von den eher trockenen Great Plains allmählich in das für Minnesota typische wasserreiche Waldland über und entlang des Highways 2 liegen zunehmend Seen und Flussläufe. In Bemidji kommt der Highway 2 erstmals an den oberen Mississippi River. In Bemidji kreuzt der U.S. Highway 71. Von Bemidji bis Cass Lake ist offiziell als Paul Bunyan Expressway ausgewiesen. Weiter östlich kreuzt in Grand Rapids ein zweites Mal der Mississippi River und der U.S. Highway 169.
Der Highway 2 führt nun weiter nach Südosten und erreicht die Stadt Duluth am Oberen See und trifft dort auf die Interstate 35 und den U.S. Highway 53. Von Duluth führt die 3.600 m lange Richard I. Bong Memorial Bridge über die Saint Louis Bay, einen Teil des Oberen Sees, nach Superior in Wisconsin.
Durch Minnesota ist der Highway 2 auf insgesamt 235 km vierspurig ausgebaut. Der größte Teil davon befindet sich im Nordwesten des Staates.

#### Wisconsin
Nachdem der Highway 2 die Stadt Superior durchquert hat, verlässt er diese in südöstlicher Richtung. Im weiteren nun überwiegend östlichen Verlauf mündet der U.S. Highway 63 ein, bevor wenige Kilometer danach in Ashland wieder das Ufer des Oberen Sees erreicht wird. Nach weiteren 59 km passiert der Highway 2 unweit von Hurley unmittelbar nach der Einmündung des U.S. Highways 51 die Grenze zwischen den Bundesstaaten Wisconsin und Michigan.

#### Michigan
Der Highway 2 durchquert die gesamte Obere Halbinsel des Staates Michigan von West nach Ost.
Von Wisconsin kommend durchquert die Straße Ironwood und führt östlich davon durch den Ottawa National Forest. Dort kreuzt bei Watersmeet der U.S. Highway 45. Die Straße verläuft weiter in südöstlicher und später östlicher Richtung. In Crystal Falls biegt der Highway 2 gemeinsam mit dem U.S. Highway 141 nach Süden. Bei Florence führen beide Highways gemeinsam einige Kilometer durch Wisconsin, bevor bei Iron Mountain wieder der Staat Michigan erreicht wird. Östlich der Stadt verlässt der Highway 141 in südlicher Richtung die gemeinsame Strecke. Wenige Kilometer später mündet der U.S. Highway 8 ein. Ab Powers verläuft der Highway 2 gemeinsam mit dem U.S. Highway 41 nach Osten und erreicht Escanaba am Michigansee. Die Straße führt nun am Nordufer des Michigansees entlang und erreicht mit der Einmündung in die Interstate 75 nördlich der Mackinac Bridge bei St. Ignace den östlichen Endpunkt des westlichen Abschnittes des Highways 2.

### Der östliche Abschnitt
| Bundesstaat   | Meilen | Kilometer |
| ------------- | ------ | --------- |
| New York      | 0,88   | 1,42      |
| Vermont       | 150,60 | 242,37    |
| New Hampshire | 35,43  | 57,02     |
| Maine         | 273,64 | 440,38    |
| Gesamt        | 460,55 | 741,19    |

Der östliche Abschnitt des Highways 2 führt durch den Norden von Neuengland.

#### New York
Nördlich von Rouses Point gelangt der Highway 2 gemeinsam mit dem U.S. Highway 11 von Kanada kommend in den Staat New York und verlässt diesen auf der Brücke über den Lake Champlain nach weniger als zwei Kilometer alsbald wieder in Richtung Vermont.

#### Nach Vermont

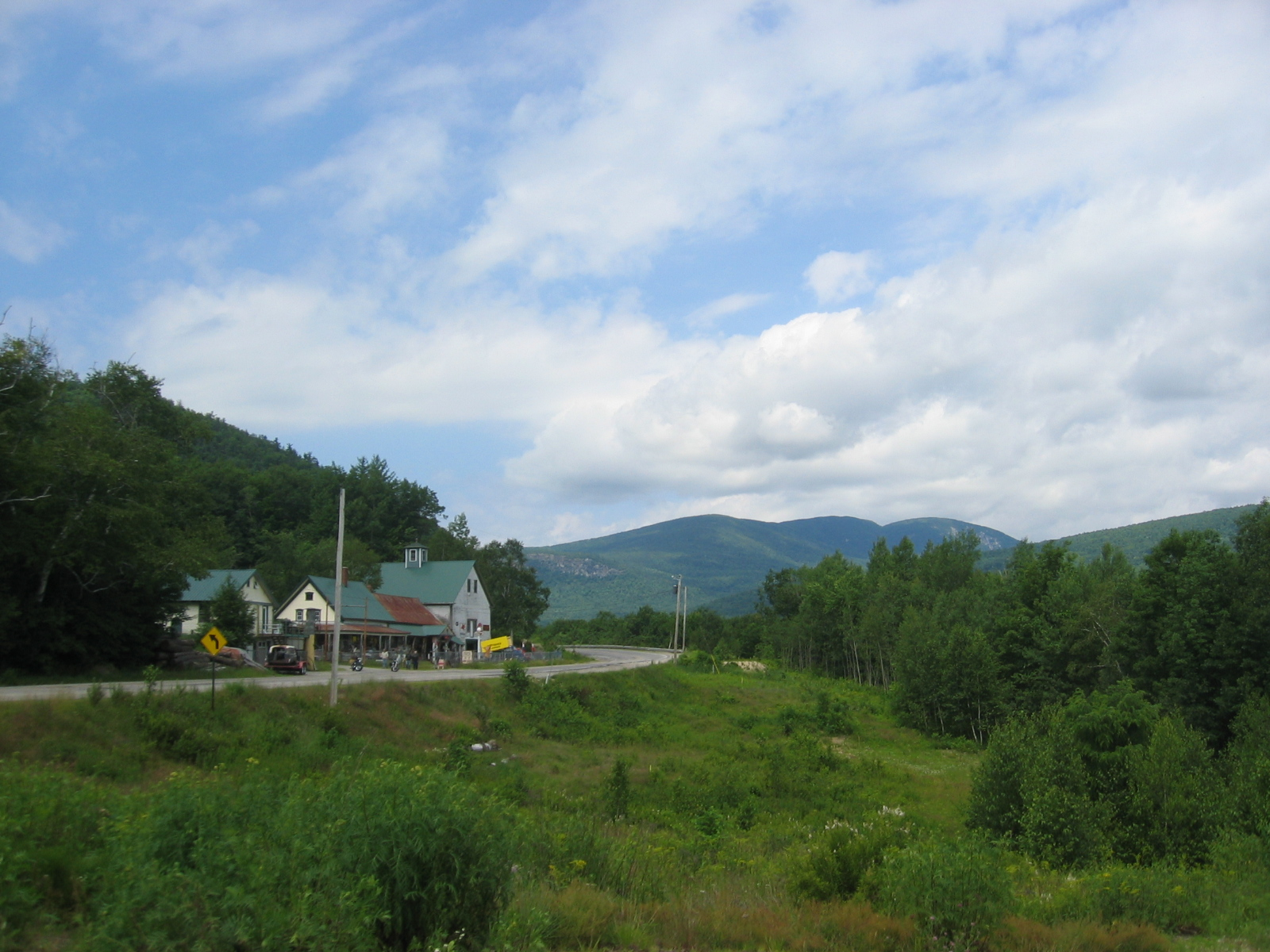
U.S. Route 2 in Vermont

Nach der Brücke über den westlichen Teil des Lake Champlain führt der Highway 2 durch das Grand Isle County, das über mehrere mit Brücken verbundene Inseln im Lake Champlain verteilt ist.
Bei Milton erreicht der Highway 2 wieder das Festland. Bei Colchester trifft die Straße auf die Interstate 89 und den U.S. Highway 7, bevor aus nördlicher Richtung kommend die Stadt mit Burlington die größte Stadt von Vermont durchquert wird. In südöstlicher Richtung führt der Highway 2 parallel zur Interstate 89 nach Montpelier, der Hauptstadt von Vermont. In Montpelier zweigt der Highway 2 nach Osten und später nach Nordosten ab.
Bei St. Johnsbury trifft der Highway 2 auf die Interstate 91 und den U.S. Highway 5. Östlich der Stadt gelangt man auf einer kurzen Zubringerstraße zur Interstate 93. Weiter östlich trifft die Straße auf den Connecticut River und verläuft weiter in nordöstlicher Richtung. Wenige Kilometer später quert der Highway 2 den Fluss, der die Grenze zwischen den Bundesstaaten Vermont und New Hampshire bildet.

#### New Hampshire
Wenige Kilometer nach der Brücke über den Connecticut River führt der Highway 2 nach Lancaster hinein. Im Stadtzentrum befindet sich die Kreuzung mit dem U.S. Highway 3. Weiter verläuft der Highway 2 nun in südöstlicher Richtung. Am Rande des White Mountain National Forest ändert sich die Richtung nach Osten und führt durch Gorham. Dort kreuzt die New Hampshire State Route 16, die in südlicher Richtung zum Mount Washington führt, dem mit 1917 m höchsten Berg Neuenglands. Von Gorham führt die Straße entlang des Androscoggin River in östlicher Richtung zur nahen Grenze zwischen den Bundesstaaten New Hampshire und Maine.

#### Maine
Der Highway 2 verläuft weiter in östlicher Richtung und verlässt den White Mountain National Forest. Über Rumford, Wilton und Farmington führt die Route nach Norridgewock und von dort entlang des Kennebec River nach Skowhegan, wo der U.S. Highway 201 kreuzt. Bei Newport trifft der Highway 2 erstmals auf die Interstate 95. Ab der Stadt Bangor, wo die Interstate 395 kreuzt, verläuft die Straße entlang des Penobscot River in nordöstlicher Richtung parallel zur Interstate 95. Nach abwechselnd nordöstlichen und nördlichen Verlauf erreicht der Highway 2 die Stadt Houlton, wo der U.S. Highway 1 kreuzt. Wenige Kilometer hinter der Stadt bildet die Einmündung in die Interstate 95 unmittelbar vor der kanadischen Grenze den östlichen Endpunkt des Highways 2.

## Geschichte
Ein großer Teil des West- und ein kleinerer Teil des Ostabschnittes folgt dem alten Theodore Roosevelt International Highway, der von Portland (Oregon) nach Portland (Maine) durch die USA und Kanada führte.
Im Jahre 1926 wurde dann der Verlauf des heutigen Highways 2 festgelegt. Die Teile des alten Theodore Roosevelt International Highway, die bis nach Portland (Oregon) führten, tragen heute andere Bezeichnungen.

### Östlicher Abschnitt

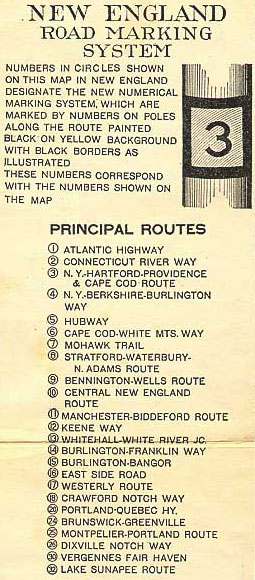
Liste von 1922

Bevor der Highway 2 markiert wurde, war der größte Teil der heutigen Route durch Neuengland als New England Interstate Route 15 bekannt. Sie verlief von Danville in Vermont ostwärts nach Maine. Der Teil der alten New England Interstate Route 15, der nicht Bestandteil des heutigen Highways 2 wurde, ist als Vermont State Route 15 festgelegt worden.
Andere Teile des Highways 2 in Vermont, die nicht Teil der New England Interstate Route 15 waren, waren Teile von anderen alten New England Interstate Routes: Route 18 zwischen Montpelier und Danville; Route 14 zwischen Burlington und Montpelier; Route 30 zwischen Alburgh  und Burlington.